# Жеґново
Жеґново (пол. Rzegnowo) — село в Польщі, у гміні Лубово Гнезненського повіту Великопольського воєводства.
Населення — 297 осіб (2011).
У 1975-1998 роках село належало до Познанського воєводства.

## Демографія
Демографічна структура станом на 31 березня 2011 року:
|          | Загалом | Допрацездатний вік | Працездатний вік | Постпрацездатний вік |
| -------- | ------- | ------------------ | ---------------- | -------------------- |
| Чоловіки | 149     | 37                 | 101              | 11                   |
| Жінки    | 148     | 35                 | 88               | 25                   |
| Разом    | 297     | 72                 | 189              | 36                   |